# Westend
Westend — сформированная специально для конкурса песни Евровидение 1983 австрийская поп-группа, в состав которой входили Гари Люкс (нем. Gary Lux), Петер Фивегер (нем. Peter Vieweger), Бернхард Рабич (нем. Bernhard Rabitsch), Ганс Христиан Вагнер (нем. Hans Christian Wagner), а также танцовщица Патриция Танден (нем. Patricia Tandien).
Став победителями отборочного этапа конкурса Евровидение, группа получила возможность принять на нём участие с конкурсной композицией «Hurricane». Композиция финишировала девятой, набрав 53 балла. Одноимённый сингл занял восьмое место в австрийском чарте.
Несмотря на предвещаемый коммерческий успех, музыканты не стали продолжать сотрудничество после участия на Евровидении. Один из участников коллектива — Гари Люкс — также впоследствии дважды представлял Австрию на конкурсе.